# Pedra Branca do Araraquara
Pedra Branca do Araraquara é um distrito do município brasileiro de Guaratuba, no estado do Paraná.